# Новопокровка (Кулундинський район)
Новопокро́вка (рос. Новопокровка) — село у складі Кулундинського району Алтайського краю, Росія. Входить до складу Курської сільської ради.

## Населення
Населення — 114 осіб (2010; 151 у 2002).
Національний склад (станом на 2002 рік):
- росіяни — 71 %